# Anna Malikowa
Anna Michajłowna Malikowa (ros. Анна Михаиловна Маликова, ur. 14 lipca 1965 w Taszkencie, Uzbekistan) – rosyjska pianistka; laureatka V nagrody na XII Międzynarodowym Konkursie Pianistycznym im. Fryderyka Chopina (1990).

## Życiorys

### Wykształcenie i praca pedagogiczna
Gry na fortepianie uczyła się w Specjalnej Szkole Muzycznej w Taszkencie, a następnie w Centralnej Szkole Muzycznej przy Konserwatorium Moskiewskim (1979–1984). W latach 1984–1989 studiowała w Konserwatorium Moskiewskim w klasie Lwa Naumowa. Uczestniczyła w kursach mistrzowskich w Lubece.
Jest pedagogiem i jurorem międzynarodowych konkursów muzycznych. Od roku 2001 prowadzi kursy mistrzowskie w Armenii, Chinach, Niemczech, Japonii i Korei Południowej. W latach 2002–2005 sprawowała funkcję profesora na Folkwang Universität der Künste w Essen. Gościnnie wykładała też na Akademii Muzycznej im. Karola Szymanowskiego w Katowicach.

### Kariera pianistyczna
W trakcie swojej kariery osiągnęła sukcesy na kilku konkursach pianistycznych:
- Międzynarodowy Konkurs Muzyczny Księżnej Sonii w Oslo (1988) – V nagroda
- XII Międzynarodowy Konkurs Pianistyczny im. Fryderyka Chopina (1990) – V nagroda (ex aequo z Takako Takahashi)
- Międzynarodowy Konkurs Muzyczny ARD w Monachium (1993) – I nagroda

Występuje w Rosji, wielu krajach Europy, a także w Brazylii, Japonii, Korei Południowej, Armenii i Chinach. Wielokrotnie występowała w Polsce, m.in. w 1999 w trakcie obchodów 150. rocznicy śmierci Chopina. Współpracowała m.in. z Academy of St. Martin in the Fields i Filharmonią Krakowską.

## Repertuar i dyskografia
Posiada bogaty repertuar, w którym znajduje się m.in. czterdzieści koncertów fortepianowych. Wykonuje utwory m.in. Fryderyka Chopina, Wolfganga Amadeusa Mozarta, Franza Schuberta, Ferenca Liszta, Siergieja Prokofjewa i Dmitrija Szostakowicza. Nagrała kilkanaście płyt dla różnych wytwórni muzycznych, a także rozgłośni w Rosji, Niemczech i Norwegii.